# Trypanozoma spavičná
Trypanozoma spavičná (Trypanosoma brucei gambiense, příp. Trypanosoma gambiense) je bičíkovec, druh či poddruh endoparazitických prvoků z řádu Trypanosomatida. Způsobuje spavou nemoc, jejímž projevem jsou horečky, zduření mízních uzlin, únava až smrt. Řadí se do druhu trypanozoma dobytčí (Trypanosoma brucei), někdy je vyčleňována zvlášť jako druh Trypanosoma gambiense. Patří do řádu trypanosmatida, jejíž zástupci se řadí mezi ekonomicky významné parazity napadající lidi a hospodářská zvířata.

## Morfologie
Trypanozoma dosahuje délky 12-42 um. Toto široké rozpětí velikostí je způsobené tzv. polymorfismem, tj. změnami ve své stavbě. Změny v morfologii jsou úzce spojeny s tím, pro koho jsou jednotlivá stádia infekční, pro savce, nebo pro mouchu tse-tse.
Trypanozoma patří do třídy kinetoplasta. Znakem této třídy je organela zvaná kinetoplast. Jedná se o specifickou strukturu válcovitého tvaru, která je umístěna v blízkosti bazálního tělíska. V kinetoplastu se nachází velké množství DNA, může se jednat až o 40% z celkového množství. DNA je zde umístěno v podobě velkých a malých kruhových molekul, takzvaných mikro- a makrokroužků.
Trypanozomy si vyvinuly šikovný způsob, jak přežívat v těle savců i přes snahu imunitního systému o jejich eliminaci. Dokáží si diferencovat povrch svého těla tak, že když si tělo vytvoří protilátky, několik jedinců má povrch změněný natolik, že na něj protilátky nemají vliv. Tato menší skupina přežije útok imunitního systému a začne se rozmnožovat. Poté je opět zaznamenaná, napadená a její diferencovaní jedinci zase přežijí. Tento cyklus se opakuje, buď do vyléčení nemoci, nebo do smrti hostitele.

## Životní cyklus
Hlavním hostitelem je člověk, ale může napadnout i některá domácí zvířata. Přenašečem parazita je moucha tse-tse (glossina).
Během svého životní cyklu mění Trypanosoma vzhled své buňky v závislosti na prostředí. V savčím hostiteli žije (tzv. trypanosomové stadium) s velkou undulující membránou, pohybovou organelou vzniklou tak, že se dlouhý bičík spojí s povrchem buňky hustou řadou mikrotubulů. Se změnou pohybového aparátu se zvětšuje i kinetoplast, který se podílí na energetice buňky. Naopak bezbičíkaté stadium leishmaniové má kinetoplast nepatrný. Přechodové stadium má bičík, ale bez undulující membrány.
Pohybuje se pomocí bičíku.
Trypanozoma je mouchou tse-tse vstříknuta do kůže. Poté je roznášena po těle do tekutin (lymfa, krev, mozkomíšní mok), zároveň dochází k jejímu asexuálnímu množení.

Životní cyklus trypanozomy spavičné

Počet úmrtí spavé nemoci, 2002

Po dobu celého životního cyklu se Trypanozoma nachází mimo buňky hostitele, je tedy extracelulární parazit. Moucha tse-tse se trypanozomou nakazí když saje krev nakaženému savci.
Sexuální reprodukce probíhá v mouše tse-tse a ta je tedy definitivním hostitelem trypanozomy. Ovšem genetická výměna se zdá být poměrně vzácná a není tedy nutným krokem v jejím cyklu. Trypanozomy procházejí složitým vývojem v mouše, putují přes střeva až do slinných žláz. Ve slinných žlázách vznikají infekční formy, které jsou nakažlivé pro savce.
Cyklus v mouše trvá přibližně tři týdny.

## Výskyt
Trypanozomy brucei gambiense a rhodiense se vyskytují v Africe, jižně od Sahary. Trypanozoma spavičná se vyskytuje v 24 zemích v západní a centrální Africe. Trypanozoma brucei rhodiense se vyskytuje ve východní části Afriky.

## Spavá nemoc
Více obecně o spavé nemoci ve článku spavá nemoc
Původcem tohoto onemocnění není pouze trypanozoma brucei gambiense, ale také trypanozoma brucei rhodiense. Až šedesáti miliónům lidí žijících převážně ve venkovských oblastech, hrozí případné nakažení touto nemocí.

### Rozdíly v průběhu onemocnění u Trypanozomy brucei gambiense a Trypanozomy brucei rhodiense
Oba tito parazité způsobují spavou nemoc. Trypanozoma brucei gambiense způsobuje západoafrickou, neboli chronickou spavou nemoc. Ta má na svědomí 97% všech nahlášených případů onemocnění. Člověk může být infikovaný i měsíce bez toho, aniž by prokazoval vážnější symptomy. Nakažený může přežívat bez léčení i několik let, ale pokud zůstane onemocnění neléčené, může být smrtelné. Trypanozoma brucei rhodesiense způsobuje východoafrickou, neboli akutní spavou nemoc. Ta bez léčení končí smrtí během několika týdnů.

## Chronická spavá nemoc

### Diagnóza
Trypanozoma spavičná se nedá v krvi jednoduše najít. Hlavní forma diagnózy je pozorování pacienta po dobu několika let, vyšetření lymfatických uzlin a kontrolování jestli nedochází k zrychlenému, nebo nepravidelnému tepu.
Pokud výsledky těchto vyšetření vyjdou negativní a zároveň existuje důvodné podezření na onemocnění, je prováděna lumbální punkce. Protože je obtížné detekovat parazity v krvi, nebo v lymfě, tak jsou pro zahájení léčby směrodatné především změny ve fungování centrální nervové soustavy.

### Projevy
Prvním projevem nakažení je vřídek v místě infikování, ten se ovšem nemusí vždy objevit. Několik týdnů až měsíců po nakažení se nemoc projevuje občasnými horečkami a zvětšením mízních uzlin. Obvyklými projevy jsou bolesti hlavy, bolesti kloubů, hubnutí a svědění. Častým projevem bývá také edém na kůži, hlavně na obličeji. Symptomy související s nervovým systémem mohou být různé. V raných stádiích jde hlavně o podrážděnost, v pozdních stádiích jsou typické epileptické záchvaty, maniakální chování a kóma. Pacienti bývají obvykle špatně diagnostikováni jako případy pro psychiatrii. Poškození srdce parazitem vede k anomáliím srdečního tepu a krevního tlaku, tyto změny mohou vést ke smrti. V některých případech se  objevuje zvětšená slezina. U mužů se může projevit impotence. Neplodnost a častější potraty se objevují u žen.

### Patologie
Byl proveden relativně malý počet autopsií a proto existuje pouze omezené množství materiálu. V rané fázi dochází k navýšení počtu B-lymfocytů, což vede k zvětšení mízních uzlin. Mozková membrána bývá infiltrována lymfocyty. Infiltrace mozku vede k neuronové degradaci. V tkáni srdce také dochází k infiltraci buněk. Může taktéž dojít k poškození červených krvinek. Je možné, že z toxinů, které parazit produkuje, může nastat smrt otrávením. Tyto toxiny mají za následek imunosupresi, poškození červených krvinek a změny v teplotě organismu. Nejpravděpodobnější příčina smrti je špatné fungování lymfocytů. Ovšem pozorované projevy zůstávají zatím neznámé. 

### Léčba
Léčba spavé nemoci vždy přinášela určité problémy pro lékaře. To hlavně kvůli toxicitě přístupných léčiv a nutností hospitalizace pacienta v průběhu léčby. Aby nedošlo k znovu propuknutí nemoci,je klíčová důkladná péče ve smyslu předepsané diety a pravidelných kontrol u lékaře. Problémy v léčbě onemocnění nastávají z nemožnosti léčiv proniknout krevně-mozkovou bariéru a proto je třeba používat léčiva obsahující arsen. I když jsou tyto léčiva aplikovány jak je to jen nejlépe možné, způsobují úmrtnost v pěti až deseti procentech případů. Právě proto je extrémně důležité potvrdit správnost diagnózy. 
Způsoby léčby se různí na tom, v jakém stádiu se pacient nachází. V raných stádiích se podává léčivo Suramin. Pozdní stádia zahrnují také léčbu kortikosteroidy a melarosoprolem. Při použití melarosporolu je vyžadován přísný dohled nad pacienty a to až do deseti dnů po poslední injekci.

### Prevence
Očkování proti této nemoci zatím neexistuje. Z toho důvodu je hlavním přístupem v kontrole afrických trypanozom zmenšení rezervoárů infekce a snížení počtů much tse-tse. Preventivní prohlídky lidí, žijících v rizikových oblastech vede k diagnostikování nakažených v raných stádiích nemoci. Diagnóza by měla být učiněná co nejdříve před nástupem pokročilých stádií, aby bylo možno se vyhnout komplikovaným a riskantním procedurám.

## Výsledky boje proti spavé nemoci
Poslední data světové zdravotnické organizace (WHO) ukazují postupné snížení případů tohoto onemocnění. V roce 2012 si dala WHO za cíl snížení případů nakažených do roku 2020 na méně než 2000 za rok. A díky kontrolním aktivitám a zlepšenému dohledu byly roční cíle od roku 2014 dosaženy. Zvýšená kontrola úspěšně snížila počet případů za posledních 15 let. Z 10 000 nahlášených případů v roce 2009 na 5 000 případů v roce 2014. V roce 2016 dosáhl počet nemocných historického minima a to 2 184 lidí.